# Волков, Николай Михайлович (политик)
Никола́й Миха́йлович Во́лков (род. 19 декабря 1951, село Красное, Орловская область) — российский государственный и политический деятель, глава администрации и губернатор Еврейской автономной области (1991—2010), член Совета Федерации РФ (1994—2000; 2010—2015), член Комитета Совета Федерации по Регламенту и организации парламентской деятельности.

## Биография
Родился 19 декабря 1951 год, русский. Окончил Одесский инженерно-строительный институт в 1973 году, инженер-строитель. Работал прорабом треста «Биробиджанцелинстрой», начальником ПМК, управляющим строительным трестом, начальником объединения «Биробиджанагропромстрой». В марте 1990 года был избран народным депутатом Совета народных депутатов Еврейской автономной области.
С 1991 по 2010 годы — глава администрации и губернатор Еврейской автономной области:
- В декабре 1991 года назначен главой администрации Еврейской автономной области.
- 20 октября 1996 года избран губернатором Еврейской автономной области. За него проголосовало 70,09 % (40758 чел.), за его оппонента Сергея Лескова — 16,28 % (9467 чел.). Против всех проголосовало 11,50 % (6688 чел.)
- 26 марта 2000 года вновь победил на губернаторских выборах, получив 56,8 % голосов избирателей. Вступил в должность 7 апреля 2000 года.

С 12 марта по 17 сентября 2001 — член президиума Государственного совета Российской Федерации.
В декабре 1993 года Волков был избран членом Совета Федерации Федерального собрания по Биробиджанскому двухмандатному избирательному округу № 79, в ходе чего занял первое место, набрав 51,46 % голосов избирателей; второй мандат получил первый заместитель главы администрации Еврейской автономной области Геннадий Антонов. Был членом Комитета СФ по делам Федерации, Федеративному договору и региональной политике. По должности остался в составе Совета Федерации 1996—2000 годов, был членом Комитета по международным делам и Совета движения «Наш дом — Россия». В декабре 2000 года сложил полномочия члена Совета Федерации в соответствии с новым порядком его формирования. Выступал за быстрейший переход к рынку, содействие коммерческой торговле, многообразие форм собственности в сельской местности.
С 2010 по 2015 год — член Совета Федерации от исполнительного органа государственной власти Еврейской автономной области. Был членом Комитетов по конституционному законодательству (март 2010—ноябрь 2011) и по Регламенту и организации парламентской деятельности (ноябрь 2011—сентябрь 2015).

## Семья
Женат, имеет дочь.

## Награды
- Орден «За заслуги перед Отечеством» III степени (16 февраля 2010 года) — за большой вклад в социально-экономическое развитие области и многолетнюю добросовестную работу[6];
- Орден «За заслуги перед Отечеством» IV степени (28 июня 1999 года) — за большой вклад в социально-экономическое развитие автономной области[7];
- Орден «Знак Почёта» (1986) — за большой вклад в строительство жилья, объектов социально-культурного и производственного назначения Еврейской автономной области[8];
- Медаль «В память 850-летия Москвы» (1997);
- Заслуженный строитель Российской Федерации (18 мая 2004 года) — за заслуги в области строительства и многолетнюю добросовестную работу[9];
- Благодарность Президента Российской Федерации (26 декабря 2001 года) — за заслуги в проведении социально-экономических реформ и многолетний добросовестный труд[10];
- Благодарность Президента Российской Федерации (12 августа 1996 года) — за активное участие в организации и проведении выборной кампании Президента Российской Федерации в 1996 году[11];
- Почётная грамота правительства Российской Федерации (19 декабря 2006 года) — за большой личный вклад в социально-экономическое развитие Еврейской автономной области и многолетний добросовестный труд[12];
- Почётная грамота Совета Федерации Федерального Собрания Российской Федерации;
- Премия «Человек года» в номинации «Региональный руководитель» — за содействие в возрождении еврейской общинной жизни и организацию празднования 70-летия Еврейской Автономной области (2004 год)[13].